# Paul de Lagarde
Paul Anton de Lagarde (2. listopadu 1827 Berlín - 22. prosince 1891 Göttingen) byl německý biblista a orientalista. Patřil ke skupině pruských konzervativců. Byl zarytým antisemitou, což se odrazilo i v jeho nacionálně orientované práci Deutsche Schriften (1878-81). Angažoval se i v politickém životě.

## Život
Narodil se v Berlíně. Na pokraji dospělosti přijal rodinné jméno z matčiny strany. Mezi lety 1844–1846 studoval ve svém rodném městě, do roku 1847 na univerzitě v Halle filozofii, teologii a orientální jazyky.
Roku 1852 ho studia přivedla do Londýna a Paříže. V roce 1854 začíná učit na Berlínské státní škole a zároveň se dále věnuje biblickým studiím. Stal se editorem spisu Didascalia apostolorum syriace (1854) a dalších syrských textů. V roce 1866 dostal tříletou dovolenou, aby sesbíral nový materiál.
Lagard se věnoval mnoha různorodým tématům a jazykům, ale jeho prvotním cílem byla vždy biblistika. Editoval veliké množství překladů z arabštiny, aramejštiny a koptštiny. Publikoval mnoho studií o orientálních jazycích, zabýval se i studiem perštiny.
Lagardův antisemitský postoj položil základ národně socialistické ideologii a velmi ovlivnil Alfreda Rosenberga. Lagarde tvrdil, že Německo by mělo vytvořit národní formu křesťanství, které by bylo „očištěné“ od veškerých semitských vlivů a zbavené všech Židů.

## Dílo
- Initia chromatologiae arabicae (1849)
- Arica (1851)
- Konservativ? (1853)
- Über die gegenwärtigen Aufgaben der deutschen Politik 1853)
- Didascalia apostolorum syriace (1854)
- Anmerkungen zur griechischen Übersetzung der Proverbien (1863)
- Gesammelte Abhandlungen (1866)
- Genesis graece (1868)
- Armenische Studien (1877)
- Semitica (1878)
- Orientalia (1879-1880)
- Persische Studien (1884)
- Symmicta (1877-1889)
- Übersicht über die im Aramäischen, Arabischen und Hebräischen übliche Bildung der Nomina (1889 -1891)
- Bekenntnis zu Deutschland (1933)
- Nationale Religion (1934)
- Seznam děl v Souborném katalogu ČR, jejichž autorem nebo tématem je Paul de Lagarde